# GS.motor.cycle
GS.motor.cycle（ジーエス・モーターサイクル）は埼玉県蕨市に本社を置く、自動二輪車専門の車検・修理・カスタムなどを提供する企業。

## 概要
1970年代・1980年代に日本国内で製造されたGS400をはじめとする旧2輪車の整備・修理・カスタムを得意とする。
創業者である代表取締役社長の福井氏は以前からGS400を自ら所有し、その複雑な修理工程や、旧車が持つ独特な魅力を引き出す技術を身につける。

## 社名の由来
スズキが1970年代後半に製造・販売していた名車GS400から取っている。
モーターサイクルは日本語で自動二輪車/オートバイを意味するものである。

### 企業の特徴
社名がGS.motor.cycleであるが、GS400専門店というわけではない。
GS400をはじめ1970年代・1980年代に日本国内で製造された旧単車であれば広く整備を引き受けるが、特に2気筒のGS,GSX系,ホンダのホーク系などの整備を得意とする。